# The Man Who Sold the World
«The Man Who Sold the World» es una canción compuesta e interpretada originalmente por David Bowie. Es además el título de su tercer álbum, el cual fue lanzado el 4 de noviembre de 1970 en Estados Unidos y en abril de 1971 en Reino Unido. La canción ha sido interpretada por un largo número de artistas, entre los cuales destaca Lulu, quién alcanzó el número 3 en los hits del Reino Unido con su versión en 1974; Midge Ure, con su versión de 1982 y Nirvana, que hizo una versión en 1993 para el programa MTV Unplugged, y después la llevó a una nueva audiencia y sería la versión más famosa de la canción.
Bowie volvió a trabajar en la canción, añadiendo una potente línea de bajo, el güiro como percusión, además de una notable reestilización de la canción, hacia un matiz oscuro, para una serie de conciertos entre 1995 y 1997, incluyendo el MTV Europe Music Awards 1995. En los años posteriores al 2000, Bowie volvió a tocarla en su versión original.
La canción original está en tonalidad de F, siendo el centro tonal A (La mayor).

## Otros lanzamientos
La canción aparece como Lado B en los sencillos estadounidenses para las canciones «Space Oddity» (1972) y «Life on Mars?» (1973). También aparece en varios recopilatorios de Bowie.
Bowie presentó esta canción en el programa televisivo Saturday Night Live en 1979, contando con la colaboración de Klaus Nomi y Joey Arias como coristas.
Una versión regrabada, producida por Brian Eno, aparece como cara B para el sencillo de la canción de 1995 «Strangers When We Meet». Esta versión también aparece en el disco extra con el que venían algunas versiones de 1.OUTSIDE.

## Versiones por otros artistas

### Lulu
La canción fue versionada por la cantante escocesa Lulu en 1974. Fue lanzada como un sencillo, y le dio a la artista un éxito. Bowie no solo produce esta versión, sino que también toca un solo de saxofón en ella.

### Midge Ure
El cantante escocés Midge Ure también la interpreta en su disco The Gift del año 1982. En una versión personal con su característico sintetizador de sonido New Wave ochentero. Fue usada en 2015 en los créditos iniciales y finales del videojuego Metal Gear Solid V: The Phantom Pain, ya que su significado coincide con un factor importante de su narrativa.

### Cocosuma
En Francia le rindieron un homenaje a Bowie con el disco Bowie Mania en el cual esta banda interpreta la canción «The Man Who Sold the World».

### Sílvia Pérez Cruz y Raül Fernández Refree
Sílvia Pérez Cruz versiona este tema en inglés en le Edición Especial de su disco Granada (2014) junto al músico Raúl Fernández Refree.

### Nirvana
Fue interpretada por la banda de grunge Nirvana en 1993, durante su presentación en MTV Unplugged. Fue lanzado en el álbum póstumo MTV Unplugged in New York al año siguiente.
La canción fue lanzada como un sencillo promocional para el álbum, y recibió considerable aceptación en las estaciones de radio de rock alternativo. También fue altamente reproducida en canales de televisión musicales como MTV.
Cover de Nirvana posicionamiento en listas
| Listas (1995)                           | Posición |
| --------------------------------------- | -------- |
| Canadian RPM Singles Chart              | 22       |
| Belgian Singles Chart (Ultratop)        | 40       |
| French Airplay Chart                    | 34       |
| U.S. Modern Rock Tracks (Billboard)     | 6        |
| U.S. Mainstream Rock Tracks (Billboard) | 12       |
| U.S. Billboard Hot 100 Airplay          | 39       |

| Listas (2012)                             | Posición |
| ----------------------------------------- | -------- |
| U.K. Rock Chart (Official Charts Company) | 18       |

| Listas (2013)               | Posición |
| --------------------------- | -------- |
| French Singles Chart (SNEP) | 149      |